# Богенський сільський округ
Боге́нський сільський округ (каз. Бөген ауылдық округі, рос. Богенский сельский округ) — адміністративна одиниця у складі Аральського району Кизилординської області Казахстану. Адміністративний центр — село Боген.
Населення — 1759 осіб (2021; 1625 у 2009, 1610 у 1999, 1783 у 1989).
Станом на 1989 рік існувала Бугунська сільська рада (села Бугунь, Карачалан, Старий Бугунь). 2018 року було ліквідовано село Коне-Боген.

## Склад
До складу округу входять такі населені пункти:
| Населений пункт    | Колишні назви | Населення, осіб (1989) | Населення, осіб (1999) | Населення, осіб (2009) | Населення, осіб (2021) |
| ------------------ | ------------- | ---------------------- | ---------------------- | ---------------------- | ---------------------- |
| Боген, село        | Бугунь        | 1114                   | 944                    | 984                    | 1077                   |
| --Коне-Боген, село | Старий Бугунь | 241                    | 166                    | 100                    | -                      |
| Карашалан, село    | Карачалан     | 428                    | 500                    | 541                    | 682                    |